# Leština (Ústí nad Orlicí-i járás)
Leština település Csehországban, az Ústí nad Orlicí-i járásban. Leština Hluboká, Javorník, Luže, Střemošice, Zderaz, Libecina, Příluka és Nové Hrady településekkel határos. Lakosainak száma 340 fő (2024. január 1.).

## Népesség
A település lakosságának változását az alábbi diagram mutatja:
| Lakosok száma | 974  | 1008 | 914  | 659  | 408  | 322  | 291  | 309  | 330  | 340  |
|               | 1869 | 1890 | 1921 | 1950 | 1980 | 2001 | 2017 | 2019 | 2022 | 2024 |